# Mariners de San Diego
Les Mariners de San Diego (en anglais : San Diego Mariners) sont un club de hockey sur glace professionnel qui évolua dans l'Association mondiale de hockey de la saison 1972-1973 de l'AMH à la saison 1976-1977 de l'AMH. Ils furent d'abord connus sous les noms de Raiders de New York, Golden Blades de New York, Knights du New Jersey avant de devenir les Mariners.

## Raiders/Golden Blades de New York/Knights du New Jersey
Localisé à New York, le club fut l'une des franchises originales de l'AMH en 1972. Son entraîneur fut Camille Henry et son tout premier choix au repêchage fut Al Sims ; ce dernier ne joua jamais pour les Raiders, signant plutôt avec les Bruins de Boston.
Supposée être l'une des formations-clé de l'AMH, l'équipe fut d'abord censée jouer dans le Nassau Veterans Memorial Coliseum flambant neuf qui venait d'être achevé à Long Island. Cependant, le comté de Nassau ne considérait pas l'AMH comme une ligue professionnelle et refusa catégoriquement que les Raiders ne s'y installent. Le Comté retint plutôt William Shea afin qu'un club de la Ligue nationale de hockey vienne s'y installer. La LNH répondit sans se faire prier, allouant une franchise au Long Island - les Islanders de New York.
Les Raiders se virent donc contraint de s'installer au Madison Square Garden, où ils se retrouvaient comme locataires de leur compétiteur majeur, les Rangers de New York. La situation devint rapidement insoutenable pour les Raiders, qui durent faire face à de très faibles foules et à d'onéreux termes de loyer. Les trois propriétaires initiaux se défilèrent, et l'AMH se vit forcée de prendre le contrôle de l'équipe au milieu de la saison.
La saison suivante, un nouvel investisseur local se porta acquéreur de la franchise et la renomma Golden Blades de New York, qui firent long feu - ils ne terminèrent même pas la saison 1973-1974 de l'AMH à New York et se retrouvèrent au New Jersey, pour devenir les Knights du New Jersey. Les Knights ne firent que passer dans la ville de Cherry Hill ; au terme de la saison, ils déménageaient de nouveau, cette fois vers San Diego, en Californie.

## Mariners de San Diego
Les Mariners firent du San Diego Sports Arena leur domicile et commencèrent leurs activités avec la saison 1975-1976 de l'AMH. Ils purent enfin trouver un peu de stabilité, réussissant à tenir trois saisons en Californie. Les nouveaux venus pouvaient compter sur des joueurs de la trempe de Harry Howell, André Lacroix et Ernie Wakely ; Howell tint le rôle de joueur-entraîneur la première saison, puis Ron Ingram vint prendre la relève pour les deux saisons suivantes. À chaque fois, les Mariners parvinrent à atteindre les séries éliminatoires. Le club cessa ses activités à la fin de la saison 1976-1977 de l'AMH.

## Pacific Hockey League et Hawks de San Diego
Après la dissolution de l'équipe en AMH, Peter Graham qui était actionnaire de la patinoire de San Diego, rejoint le projet de création d'une nouvelle ligue mineure sur la côté Ouest : la Pacific Hockey League. Il fonde une nouvelle équipe des Mariners de San Diego en 1977, qui est revendue l'année suivant à Elmer Jonnet qui la renomme en Hawks de San Diego pour la deuxième et dernière saison de cette ligue mineure .